# Itchō Itō
Icchō Itō (伊藤 一長?, Itō Itchō; Nagasaki, 23 agosto 1945 – Nagasaki, 18 aprile 2007) è stato un politico giapponese.
Vicino al Partito Liberal Democratico, cominciò a fare politica negli anni ottanta diventando consigliere comunale di Nagasaki e membro del consiglio della prefettura di Nagasaki. Nel gennaio del 1990, dopo che il sindaco della sua città Hitoshi Motoshima scampò miracolosamente ad un attentato (dopo aver criticato l'operato dell'Imperatore Hirohito durante la Seconda guerra mondiale), Itō si batté per una maggiore libertà d'espressione.
Nel gennaio del 1995 venne eletto sindaco di Nagasaki ed il 7 novembre dello stesso anno chiese alla Corte internazionale di giustizia di denunciare quegli stati che violano la legge internazionale preparando (o usando) armi nucleari. Divenuto leader del pacifismo nipponico, nella carica di primo cittadino venne confermato nel 2001 e nel 2007 si accingeva ad ottenere dagli elettori un terzo mandato.
Nella notte tra il 17 ed il 18 aprile 2007 fu però ucciso da Tetsuya Shiroo, un esponente del gruppo Yamaguchi-gumi (il più potente e famoso clan Yakuza): Itō, colpito da due colpi di pistola, perì poco dopo la mezzanotte.
| Controllo di autorità | VIAF (EN) 259288353 · NDL (EN, JA) 00193298 |